# FO (complexidade)
FO é uma classe de complexidade de estruturas que podem ser reconhecidas por fórmulas da lógica de primeira ordem. É a base do campo da teoria da complexidade descritiva e é equivalente à classe de complexidade AC0 FO-regulares. Várias extensões de FO, formadas pela adição de certos operadores, dão origem a outras classes de complexidade conhecidas , permitindo que a complexidade de certos problemas seja provada sem ter que recorrer ao nível algorítmico.

## Definição e exemplos

### A ideia
Quando usamos o formalismo lógico para descrever um problema computacional, a entrada é uma estrutura finita e os elementos dessa estrutura formam o domínio de discurso. Usualmente a entrada é ou uma string (de bits ou sobre um alfabeto) dos elementos que são posições da string, ou um grafo cujos elementos são vértices. O comprimento da entrada será dado pelo tamanho da respectiva estrutura. Qualquer que seja a estrutura, podemos assumir que há relações que podem ser testadas, por exemplo “{\displaystyle E(x,y)} é verdadeiro se e somente se existe uma aresta  de {\displaystyle x} para {\displaystyle y}” ( no caso da estrutura estar em um grafo), ou “{\displaystyle P(n)} é verdadeiro se e somente se o {\displaystyle n}-ésimo carácter da string é 1”. Essas relações são os predicados para a lógica de primeira ordem.  Também há constantes, que são elementos especiais da respectiva estrutura. Um exemplo é verificar se um dado vértice é alcançável em um certo grafo. Para isso teremos que escolher duas constantes s(início) e t(fim).
Na teoria da complexidade descritiva temos quase sempre que supor que há uma ordem total sobre os elementos e que podemos checar a igualdade entre os elementos. Isso nos permite considerar elementos como números: o elemento {\displaystyle x} representa o número {\displaystyle n} se e somente se há {\displaystyle n-1} elementos {\displaystyle y} com {\displaystyle x<y}. Graças a isso podemos considerar a primitiva “bit”, onde {\displaystyle bit(x,k)} é verdadeiro se e somente se o {\displaystyle k}-ésimo bit de {\displaystyle x} é 1. Podemos substituir a adição e multiplicação por relações ternárias tal que adição{\displaystyle (x,y,z)} é verdadeiro se e somente se {\displaystyle x+y=z} e multiplicação{\displaystyle (x,y,z)} se e somente se {\displaystyle x*y=z}).

### Definição formal
A semântica das fórmulas em FO é direta, {\displaystyle \neg A} é verdadeira se e somente se {\displaystyle A} é falso, {\displaystyle A} é verdadeiro e {\displaystyle B} é verdadeiro se e somente se {\displaystyle A} é verdadeiro e {\displaystyle B} é verdadeiro, e {\displaystyle \forall xP(x)} é verdadeiro se e somente se {\displaystyle P(v)} é verdadeiro para todos os valores {\displaystyle v} que {\displaystyle x} pode ter no universo fundamental.

## Propriedades

### Justificativa
Dado que elementos computacionais são apenas ponteiros, i.e strings de bits, na complexidade descritiva as premissas que temos tem uma ordem sobre o elemento de uma estrutura faz sentido. Pela mesma razão comumente supomos que ou bit é um predicado ou +, e X, visto que essas funções primitivas podem ser calculadas na maioria das classes de complexidade menores.
FO sem essas primitivas é estudada com mais ênfase na teoria de modelos finitos, e seu equivalente para classes de complexidade menores; essas classes são as decidiveis pela máquina relacional.

### Aviso
Um consulta FO irá então ser a avaliação de se uma formula na lógica de primeira ordem é verdadeira sobre uma estrutura representando a entrada para o problema. Não se deve confundir esse tipo de problema com o da checagem de se uma fórmula booleana é verdadeira, que é a definição de QBF, que é PSPACE-completo. A diferença entre esses dois problemas é que em QBF o tamanho do problema é o tamanho da fórmula e elementos são somente valores booleanos, enquanto no FO o tamanho do problema, isto é, o tamanho da estrutura e fórmula, são fixos.
Isso é similar a Complexidade parametrizada mas o tamanho da fórmula não é um parâmetro fixo.

### Forma normal
Toda fórmula tem uma equivalente na forma normal prenex (onde todos os quantificadores são escritos primeiramente, seguidos de uma fórmula livre de quantificadores).

## Operadores

### FO quaisquer operadores
Na complexidade de circuitos, pode-se mostrar a equivalência entre FO e AC0, a primeira classe na hierarquia AC. De fato, há uma tradução natural de símbolos de FO a nós de um circuito, com {\displaystyle \forall ,\exists } sendo {\displaystyle \land } e {\displaystyle \lor } de tamanho {\displaystyle n}.

### Ponto fixo parcial pertence a PSPACE
FO(PFP) é o conjunto de consultas booleanas definível em FO onde adicionamos um operador de ponto fixo parcial.
Seja um inteiro {\displaystyle k}, {\displaystyle x,y} de {\displaystyle k} variáveis, {\displaystyle P} uma variável de segunda ordem com aridade k e {\displaystyle \phi } uma função FO(PFP) que usa {\displaystyle k} e {\displaystyle P} como variáveis.
Podemos iterativamente definir {\displaystyle (P_{i})_{i\in N}} tal que {\displaystyle P_{0}(x)=falso} e {\displaystyle P_{i}(x)=\phi (P_{i-1},x)} (significando {\displaystyle \phi } com {\displaystyle P_{i-1}} substituído pela variável de sugunda ordem {\displaystyle P}). Assim, ou há um ponto fixo ou a lista de {\displaystyle (P_{i})}s é cíclica.
PFP({\displaystyle \phi _{P,x})(y)} é definida como o valor de um ponto fixo de {\displaystyle (P_{i})} em {\displaystyle y} se há um ponto fixo, caso contrário falso. Desde que Since {\displaystyle P}s são propriedades de aridade k, há no máximo {\displaystyle 2^{n^{k}}} valores para {\displaystyle P_{i}}s, então com um countador de espaço polinomial podemos checar se há um loop ou não.
É provado que FO(PFP) pertence a PSPACE. Essa definição é equivalente a ({\displaystyle 2^{n^{O(1)}}}).

### Menor ponto fixo é P
FO(LFP) é o conjunto de consultas booleanas definíveis in FO(PFP) onde o ponto fixo parcial é limitado para ser monótono. Isso é, se a variável de segunda ordem é {\displaystyle P}, então {\displaystyle P_{i}(x)} sempre implica  {\displaystyle P_{i+1}(x)}.
Podemos garantir a monoticidade restringindo a fórmula {\displaystyle \phi } para as únicas ocorrências positivas de {\displaystyle P} ( isso é, ocorrências precedidas por um número par de negações). Nós podemos alternativamente descrever LFP({\displaystyle \phi _{P,x}}) como PFP({\displaystyle \psi _{P,x}}) onde {\displaystyle \psi (P,x)=\phi (P,x)\vee P(x)}.
Devido à monoticidade, somente adicionamos vetores para a tabela verdade de {\displaystyle P}, e uma vez que há somente {\displaystyle n^{k}} vetores possíveis sempre encontraremos um ponto fixo antes {\displaystyle n^{k}} iterações. Assim sendo, pode ser visto que FO(LFP) = P. Essa definição é equivalente a FO({\displaystyle n^{O(1)}}).

### Fecho transitivo é NL
FO(TC) é o conjunto de consultas booleanas definíveis in FO com um operador de fecho transitivo (TC).
TC é definido da seguinte maneira: seja {\displaystyle k} um inteiro positivo e {\displaystyle u,v,x,y}  um vetor de {\displaystyle k} variáveis. Então TC({\displaystyle \phi _{u,v})(x,y)} é verdadeiro se existe {\displaystyle n} vetores de variáveis {\displaystyle (z_{i})} tal que z{\displaystyle z_{1}=x,z_{n}=y}, e para todos {\displaystyle i<n}, {\displaystyle \phi (z_{i},z_{i+1})} é verdadeiro. Aqui, {\displaystyle \phi } é uma fórmula escrita no FO(TC) e {\displaystyle \phi (x,y)} significa que as variáveis {\displaystyle u} e {\displaystyle v} são substituídas por {\displaystyle x} e {\displaystyle y}.
Essa classe é equivalente a NL.

### Fecho transitivo determinístico é L
FO(DTC) é definido como FO(TC) onde o operador do fecho transitivo é determinístico. Isso significa que quando nós aplicamos DTC({\displaystyle \phi _{u,v}}), nós sabemos que para todo {\displaystyle u}, existe no máximo um {\displaystyle v} tal que {\displaystyle \phi (u,v)}.
Podemos supor que DTC({\displaystyle \phi _{u,v}}) é açúcar sintático para TC({\displaystyle \psi _{u,v}})) onde {\displaystyle \psi (u,v)=\phi (u,v)\wedge \forall x,(x=v\vee \neg \psi (u,x))}
Isso mostra que essa classe é equivalente a L.

### Forma normal
Qualquer forma normal com um operador de ponto fixo (correspondendo o fecho transitivo) pode, sem perda de generalidade, ser escrito com apenas um operador dos operadores aplicados a 0 (correspondendo {\displaystyle 0,(n-1)}).

## Iteração
Definimos primeira ordem com iteração,  'FO[{\displaystyle t(n)}]'; onde {\displaystyle t(n)} aqui é uma classe de funções que mapeiam inteiros em inteiros e, para classes diferentes de funções {\displaystyle t(n)} obteremos diferentes classes de complexidade FO[{\displaystyle t(n)}].
Nessa seção escreveremos  {\displaystyle (\forall xP)Q} como equivalente de {\displaystyle (\forall x(P\Rightarrow Q))} e {\displaystyle (\exists xP)Q} como equivalente a {\displaystyle (\exists x(P\vee Q))}. Primeiramente precisamos definir blocos quantificadores(QB do inglês) como uma lista {\displaystyle (Q_{1}x_{1},phi_{1})...(Q_{k}x_{k},phi_{k})}  onde {\displaystyle phi}is são quantificadores livres de fórmulas FO e {\displaystyle Q}is são ou {\displaystyle \forall } ou {\displaystyle \exists }.
Se {\displaystyle Q} é um bloco quantificador então chamaremos {\displaystyle [Q]^{t(n)}} o operador iteração que é definido como {\displaystyle Q} escrito {\displaystyle t(n)} vezes. Deve-se observar que aqui há {\displaystyle k*t(n)} quantificadores na lista mas somente {\displaystyle k} variáveis sendo cada uma dessas variáveis usadas {\displaystyle t(n)} vezes.
Definimos ainda FO[{\displaystyle t(n)}] como as FO-fórmulas com um operador iteração cujo expoente está na classe {\displaystyle t(n)}, assim obtendo as seguintes igualdades:
- FO[{\displaystyle (\log n)^{i}}] é equivalente ao FO-Uniforme ACi e de fato FO[t(n)] é FO-Uniforme AC em profundidade {\displaystyle t(n)}.
- FO[{\displaystyle (\log n)^{O(1)}}] é equivalente a NC.
- FO[{\displaystyle n^{O(1)}}]  é equivalente a PTIME, o que também é uma moutra maneira de escrever |FO(LFP).
- FO[{\displaystyle 2^{n^{O(1)}}}]  é equivalente a PSPACE, uma outra forma de escrever FO(PFP).

## Lógica sem relações aritméticas
Seja a relação sucessor, succ, uma relação binária tal que {\displaystyle {\rm {{succ}(x,y)}}} é verdadeira se e somente se {\displaystyle x+1=y}. Sobre a lógica de primeira ordem, succ é estritamente menos expressiva que < que é menos expressiva que + que é menos expressiva que bit. + e X são menos expressivas que bit.

### Usando sucessor para definir bit
É possível definir as relações adição e então bit com um fecho transitivo determinístico.
{\displaystyle {\rm {{plus}(a,b,c)=({\rm {{DTC}_{v,x,y,z}{\rm {{succ}(v,y)\land {\rm {{succ}(z,x))(a,b,c,0)}}}}}}}}} e
{\displaystyle {\rm {{bit}(a,b)=({\rm {{DTC}_{a,b,a',b'}\psi )(a,b,1,0)}}}}} com
{\displaystyle \psi ={\text{if }}b=0{\text{ então }}({\text{se }}\exists m(a=m+m+1){\text{ então }}(a'=1\land b'=0){\text{ se-não }}\bot ){\text{ se-não }}({\rm {{succ}(b',b)\land (a+a=a'\lor a+a+1=a')}}}
Isso significa que quando consultamos para o bit 0 checamos a paridade e vamos para (1,0) se {\displaystyle a}  é impar (que é um estado de aceitação), caso contrário rejeitamos. Se checarmos um bit {\displaystyle b>0}, dividimos a por 2 e checamos bit {\displaystyle b-1}.
Assim não faz sentido falar de apenas com sucessores, sem outros predicados.

### Lógicas sem sucessores
Ná lógica sem succ, +, x, < ou bit, é formada a igualdade de FO(LFP) para p-relacional e FO(PFP) para PSPACE-relacional, com as classes P e PSPACE sobre máquinas relacionais.
O teorema de Abiteboul-Vianu afirma que FO(LFP) = FO(PFP) se e somente se FO(<, LFP) = FO(PFP) e se somente se P = PSPACE. Esse resultado tem sido estendido a outros pontos fixos. Isso nos mostra que o problema de ordem na lógica de primeira ordem é muito mais um problema técnico que um problema fundamental.